# Wenigumstadt

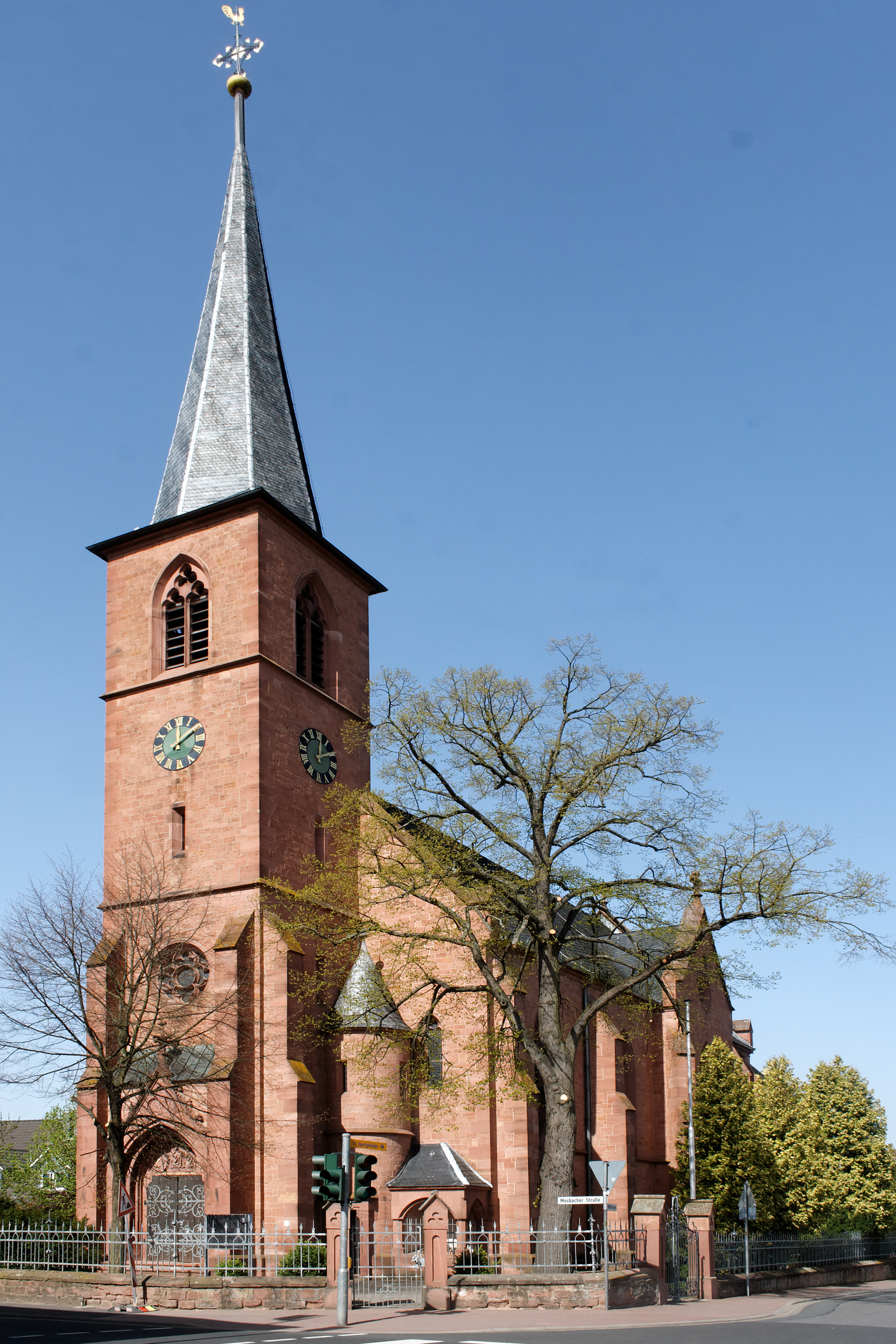
Die Kirche St. Sebastian in Wenigumstadt

Wenigumstadt ist ein Gemeindeteil des Marktes Großostheim im unterfränkischen Landkreis Aschaffenburg in Bayern.

## Geographie
Das Pfarrdorf liegt auf 155 m ü. NHN an der Kreisstraße AB 3 zwischen Pflaumheim und Mosbach im Bachgau. Durch Wenigumstadt fließt der Welzbach.

### Nachbargemarkungen
Folgende Gemarkungen grenzen an das Ortsgebiet von Wenigumstadt:
|         |                                             | Pflaumheim |
| Mosbach | Kompassrose, die auf Nachbargemeinden zeigt |            |
|         | Mömlingen                                   |            |

## Geschichte
Wenigumstadt wurde im Jahre 1229 als „villa Omestad minore“ erstmals urkundlich erwähnt. Das Dorf war jedoch schon viel früher besiedelt, denn archäologische Funde belegen die Anwesenheit von Menschen in den vergangenen 7000 Jahren. So kann von einer kontinuierlichen Anwesenheit von Menschen aus allen Kulturepochen in der Wenigumstädter Gemarkung ausgegangen werden.
Neben Funden aus der Römerzeit fand man dort in zahlreichen Grabungen Fundstücke aus dem Neolithikum bis zur Merowinger Zeit. Wenigumstadt ist außerdem der Fundort des ältesten Bocksbeutels, der im Mainfränkischen Museum auf der Festung Marienberg in Würzburg zu sehen ist. Datiert wird dieser auf ca. 1400 v. Chr.
Zum Ende des Heiligen Römischen Reichs 1806 lag Wenigumstadt auf dem Gebiet der Stadt- und Amtsvogtei Obernburg und Großostheim des Obererzstiftes des Kurfürstentums Mainz. Zu Zeiten des Großherzogtums Frankfurt gehörte es zur Distriktsmairie Obernburg des Departements Aschaffenburg. 1812 hatte die Mairie Wenigumstadt 120 Feuerstellen und 649 Einwohner. Maire war Stephan Thiry (auch Tirri geschrieben). Seine Adjuncte hießen Johann Knecht und Wilhelm Boll. Pfarrer war Franz Ludwig Mainhard.
Nach seinem Übergang an die Krone Bayerns am 26. Juni 1814 lag Wenigumstadt in dem am 1. Oktober 1814 gegründeten Landgericht Obernburg. Am 20. Februar 1817 kam das Landgericht Obernburg zu dem an diesem Tag gegründeten Untermainkreis, einem Vorläufer des späteren Regierungsbezirks Unterfranken. Im Jahr 1862 wurden die Landgerichte Obernburg und Klingenberg zum Bezirksamt Obernburg zusammengelegt, auf dessen Verwaltungsgebiet Wenigumstadt lag. Wie überall im Deutschen Reich wurde 1939 die Bezeichnung Landkreis eingeführt. Wenigumstadt war nun eine der 35 Gemeinden im Landkreis Obernburg am Main (Kfz-Kennzeichen OBB). Mit Auflösung des Landkreises Obernburg kam Wenigumstadt 1972 zum Landkreis Aschaffenburg (Kfz-Kennzeichen AB).
Am 1. Mai 1978 wurde die bis dahin selbständige Gemeinde Wenigumstadt in den Markt Großostheim eingegliedert.

### Merowinger in Wenigumstadt
Der Archäologe Günter Rau entdeckte 1970 und 1971 in den benachbarten Orten Pflaumheim und Wenigumstadt Gräberfelder aus der Merowingerzeit.

### Wallonen in Wenigumstadt
Auch im Kurfürstentum Mainz wütete der Dreißigjährige Krieg. In Wenigumstadt rafften Krieg und Seuchen die Bevölkerung zu neunzig Prozent hinweg, in seinem Filialdorf Radheim sogar bis auf lediglich sechs Untertanen. Hierauf ordnete Kurfürst Johann Philipp von Schönborn die Wiederbesiedlung von Kurmainzischen Dörfern,  Märkten und Städten an. Dafür wurden außerhalb des Kurfürstentums Bauern und Handwerker mit der Zusage von mehrjährigen Befreiungen von Abgaben- und Frondiensten angeworben. Da zwischen dem Stift St. Peter und Alexander in Aschaffenburg und dem Hochstift Lüttich enge Beziehungen bestanden, waren die meisten Siedler Wallonen aus dem Raum Sint-Truiden-Borgloon nordwestlich von Lüttich. Es gab aber auch Einwanderer aus den Gegenden um Fulda und Landshut, aus Tirol und der Schweiz. Die Besiedelung vollzog sich in drei Schüben (1650–1663, 1670/71, 1680). Im Jahr 1668 stellten die Wallonen 75 % der Einwohner. Noch heute heißt der Ort im Dialekt "Wilschenumscht" (Welschenumstadt).

### Abbau von Tonerde
Ab 1824 baute die von dem Apotheker und Professor Anselm Strauß in der Aschaffenburger Haselmühle gegründete Steingutfabrik in einer „Porzelain-Grube“ nordwestlich des Pflaumbaches am Riederweg nahe der Pflaumheimer Gemarkungsgrenze Tonerde ab.